# Comuna Novi Mlînî, Borzna
Novi Mlînî (în ucraineană Нові Млини) este o comună în raionul Borzna, regiunea Cernihiv, Ucraina, formată din satele Cervona Hirka, Kerbutivka și Novi Mlînî (reședința).

## Demografie
Componența lingvistică a comunei Novi Mlînî
     Ucraineană (98,58%)
     Rusă (1,34%)
     Alte limbi (0,07%)
Conform recensământului din 2001, majoritatea populației comunei Novi Mlînî era vorbitoare de ucraineană (98,58%), existând în minoritate și vorbitori de rusă (1,34%).